# IC 2646
IC 2646 је елиптична галаксија у сазвјежђу Лав која се налази на листи објеката дубоког неба у Индекс каталогу.
Деклинација објекта је + 12° 31' 43" а ректасцензија 11h 14m 37,6s. Привидна величина (магнитуда) објекта IC 2646 износи 15,0 а фотографска магнитуда 16,0.